# 箕面山

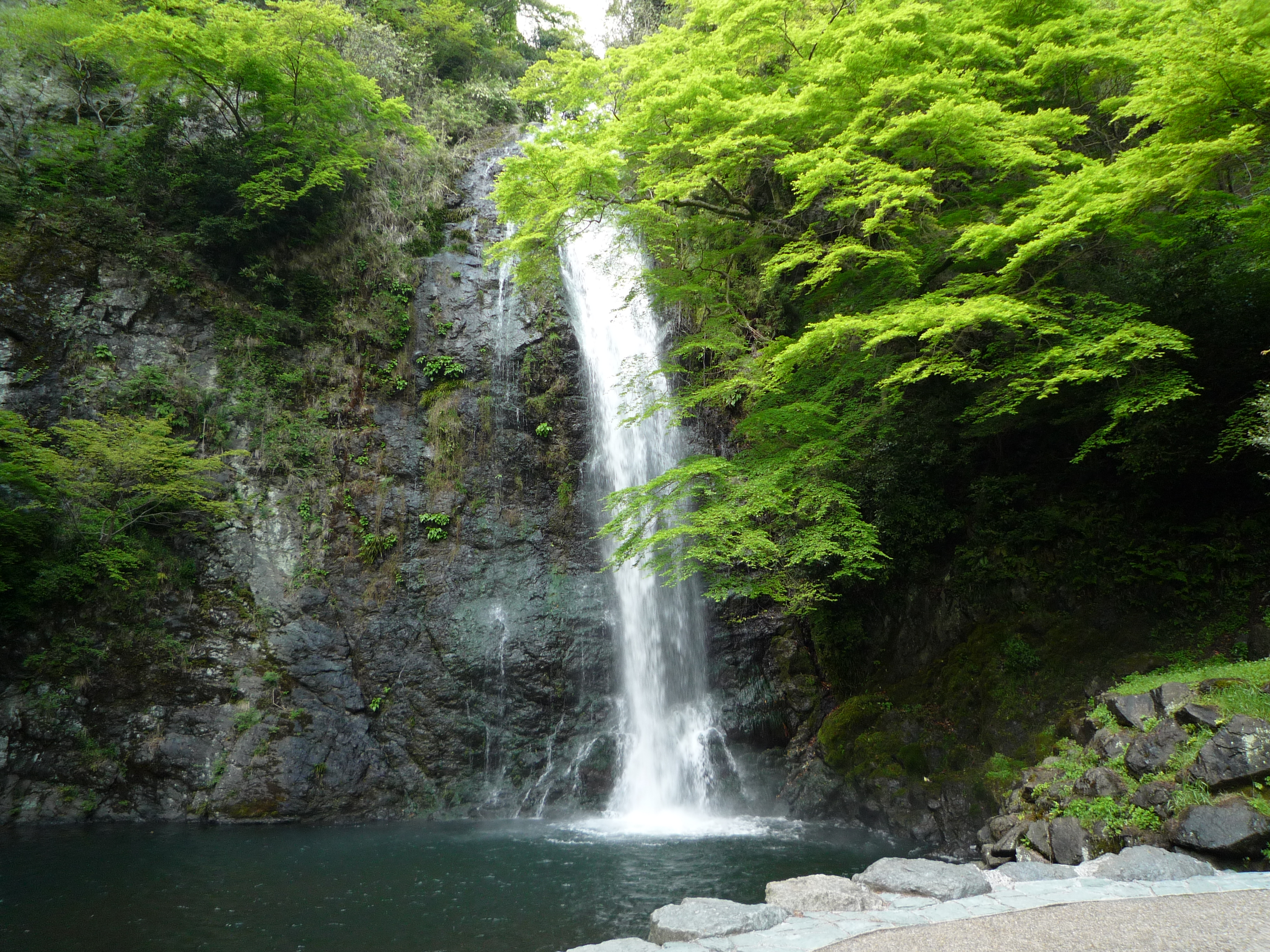
箕面滝

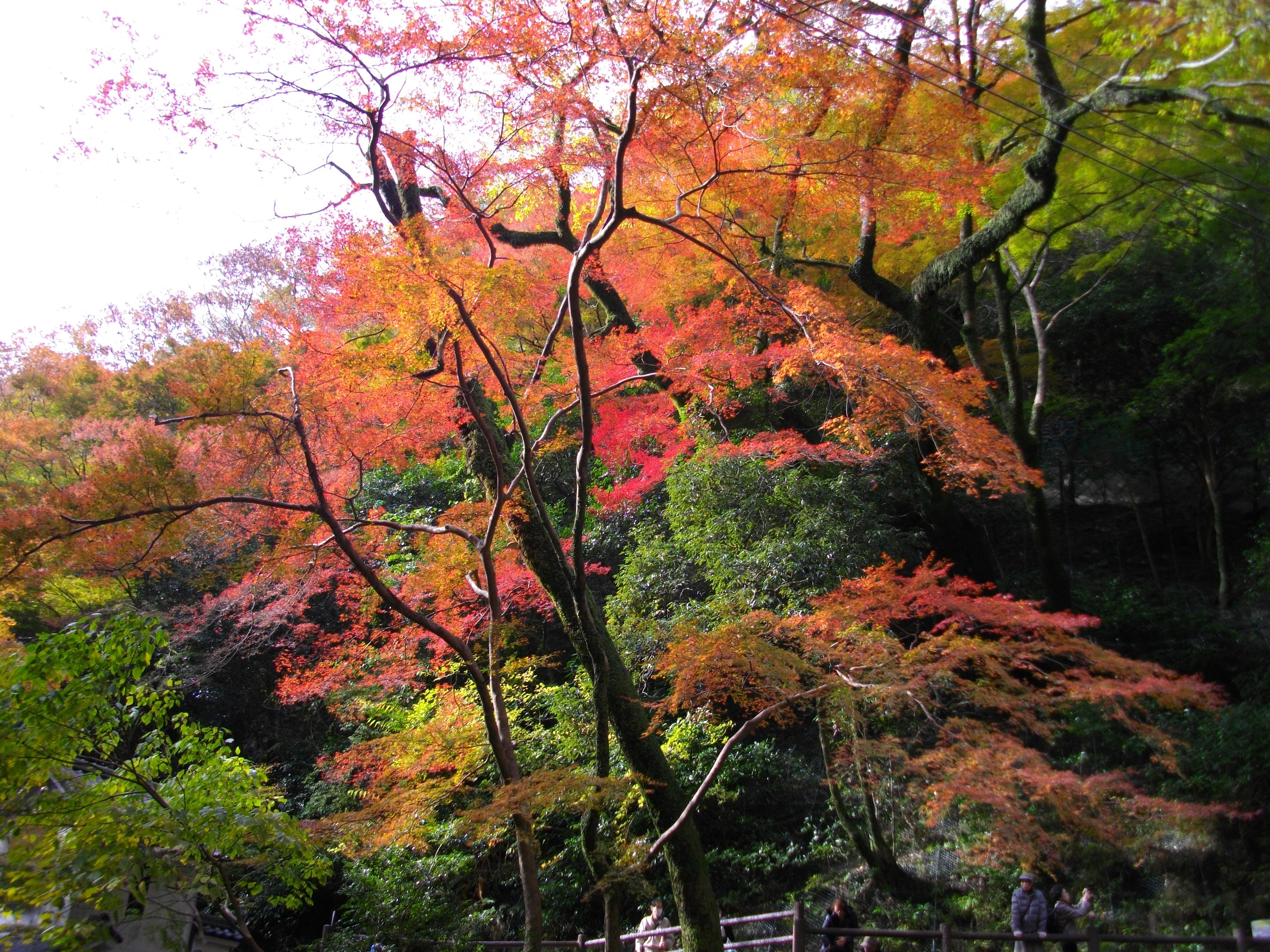
紅葉が綺麗な箕面山

箕面山（みのおやま、みのおのやま）は、大阪府箕面市に位置する山である。北摂山系に属する。通称「箕面の山」。
「箕面山」という地名は、標高355mのピークのみを指し示す場合と、明治の森箕面国定公園の箕面山一帯の山々（箕面山 355m・天上ヶ岳 499.2m・堂屋敷 553.2m など）を指し示す場合がある。

## 概要
大阪市近郊にありながら、府内のほとんどの昆虫、数多くの野鳥、哺乳動物、両生類・爬虫類、魚類などの棲息する自然の宝庫である。 山の低層一帯は丘陵性の山地であり、地質はおおむね古生層だが、一部には花崗岩や石英閃緑岩が露出しているところもある。東海自然歩道の西の起点である。山の上部には、箕面川ダムがある。箕面山の横には、毎年渋滞で混む、ドライブウェイがあり、ニホンザルが多く生息する。近年、天然記念物のニホンザルが、観光客などに襲い掛かる被害が増え、問題となっている。
また、箕面山近郊が明治の森箕面国定公園に含まれている。

## 観光
- 箕面滝 - 紅葉のシーズンに観光客が多く訪問する（日本の滝百選選出）。
- 最勝ヶ峰 - 山内の高峰
- 瀧安寺 - 中腹にある修験道の寺院。
- 西江寺 - 日本最初の大聖歓喜天が祀られている。
- 勝尾寺 - 西国三十三所の第二十三番札所。
- 箕面温泉 - 実態は箕面温泉観光ホテル。
- 箕面公園昆虫館 - 大阪府営の昆虫館。
- 野口英世像 - 滝道の中程にある。

もみじの天ぷらが阪急箕面線箕面駅付近で売られている。

## 行事
- 毎日7日には、七日市が開かれる。
- 11月には、もみじ祭りがある。
  - 瀧安寺で行者堂戸閉法要、採灯大護摩供、山伏行列もある。

## 登山
箕面山（標高355m）へは、滝道の唐人戻岩の南にある分岐点より三国峠方向へ向かう登山道に入り、急登を登った所にある。唐人戻岩の南にある分岐点から約20分、三国峠から約10分。
天上ヶ岳（標高499.2m）と堂屋敷（553.2m）へは、箕面の滝の北にある百年橋から自然探求路2号に入り五月山方向へ、約1時間で天上ヶ岳、更に先約30分で堂屋敷に達する。

## 交通アクセス
- 阪急箕面線箕面駅から北へ徒歩。